# Parksville (Karolina Południowa)
Parksville – miasto w Stanach Zjednoczonych, w stanie Karolina Południowa, w hrabstwie McCormick.